# Семейные мифы
Семе́йные ми́фы — это социально-психологический феномен, представляющий собой искажённые, несоответствующие реальности представления членов семьи о себе, друг друге и о семье в целом. Внутри этой семьи они согласованы на подсознательном уровне, не подвергаются сомнению и позволяют каждому её члену выстраивать собственную психологическую защиту с окружающими людьми и внутри семьи. Семейный миф, таким образом, — это своеобразный групповой защитный механизм, способствующий поддержанию целостности семейной системы. В его основе лежат неосознаваемые эмоции: вина, эмоциональное отвержение, страх перед ответственностью выступать в определённой семейной роли.
Синонимы понятия:
- неадекватный «образ семьи» или «образ „Мы“»[3];
- «наивно-психологические теории»[4];
- «семейная культурная концепция»[5]
- неконструктивные стереотипы межличностного взаимодействия внутри семьи[6]

Формула семейного мифа: «Мы — это …». Он, как правило, звучит привлекательно:
«Мы дружная семья», «Мы все равны», «Мы герои»
Однако за таким «правильным» звучанием чаще всего скрывается конкретная проблема. Проблемная сторона идеализируется и становится центром данного мифа. Члены семьи находятся внутри него, живут по его правилам и видят реальность в категориях мифа.
Иногда это бывает необходимым и тогда миф выполняет конкретные функции. Например, семейный миф «Мы — дружная семья» функционален в трудных или опасных условиях жизни; людям кажется, что они могут выжить только вместе, а в единстве — их сила. Миф становится дисфункциональным, когда уже не требуется такого объединения.
В таком случае и семейные отношения, основанные на нём, считаются дисфункциональными.

## Изучение феномена
Мысль о том, что человеческая жизнь следует образцам, известным по мифам, легендам и сказкам, была высказана Джозефом Кэмпбеллом. Он основывает свои психологические размышления на трудах Юнга и Фрейда. В целом, именно Юнг побудил думать о мифах и сказках, его самая известная мысль — связь между архетипами и личностью.
Термин же первоначально был предложен Антонио Феррейрой для обозначения определённых защитных механизмов, поддерживающих единства в дисфункциональных семьях. Он считал, что семейный миф — это определённый набор ролей, которые распределяются между всеми членами семьи. Позже его исследования были продолжены работами Джона Бинг-Холла. Оба психиатра сводили семейную терапию к разрушению того мифа, который уже дал трещину, и построению нового.
Рональд Лэйнг использовал понятие «замаскированной коммуникации» или мистификации для описания тех же явлений, что и Феррейра. В своих работах он говорил об особых способах коммуникации, при которых внутрисемейные конфликты сводятся к маскировке и затушёвыванию для сохранения видимости нормальных взаимоотношений в семье.
Эрик Берн в своей книге «Игры, в которые играют люди» косвенно рассматривал те же явления, называя семейные мифы иллюзиями, сравнивая их с неформальными, скрытыми кодексами, специфичными для каждой семьи. В своём исследовании он описал примеры использования коммуникационного процесса (злоупотребления им) разными членами семьи для своих целей (зачастую скрываемых даже от себя).
В рамках системного подхода к семье семейной миф рассматривался в неразрывном единстве с семейными правилами, семейными ролями, семейными секретами, семейными ритуалами. Среди первых приверженцев такого подхода его описала «Миланская группа» — итальянские системные семейные психотерапевты Мара Сельвини Палаццоли, Джулиана Пратта, Джанфранко Чеккин и Луиджи Босколо . В своей книге «Парадокс и контрпарадокс» они рассказали о происхождение и развитие мифа: «Один за всех и все за одного», используя пример из своей практики.
В России в частности вопросом семейных мифов занималась Т. М. Мишина. Для описания проблемы она впервые ввела и использовала понятие «образ семьи», или «образ „Мы“», имея в виду целостное семейное самосознание. Адекватный образ «Мы» отвечал за стиль жизни здоровой семьи, а неадекватный — символизировал взаимоотношения в дисфункциональных семьях, создавая семейный миф.

## Возникновение семейных мифов
Семейный миф, как правило, формируется не в первом поколении, а приблизительно в течение трёх. Серьёзную роль в этом играют: среда (та, в которой жил и воспитывался каждый член семьи, то есть в которой жили ещё дедушки и бабушки, и та, в которой они находятся сейчас); кем были их родители; какие ценности они прививали каждому из них; какой образ семьи получился в результате.
Пример: Любой народ, переживший геноцид или очень серьёзный кризис, считает, что выжить можно только вместе — миф о дружной семье (именно поэтому кстати он очень популярен, в частности в России). В странах же, где 200 лет не было никакой войны, этот миф сходит на нет, там не наблюдается сильной связи поколений.
Главные источники формирования образа семьи — совместная деятельность и внутрисемейное общение. В случае гармоничного развития семьи формируется адекватный образ «Мы» и создание семейных мифов не требуется. В случае возникновения дисфункции семьи и нарушений межличностной коммуникации между её членами формируется неадекватный образ «Мы». Тогда для поддержания иллюзии существующего в семье мира и согласия формируются семейные мифы.. Они необходимы тогда, когда границы семьи находятся под угрозой.
Выделяется несколько защитных механизмов, используемых семьёй при создании семейных мифов:
- проекция — проецирование на социальное окружение потребностей, мотивов, влечений, отвергаемых в себе;

Пример: Миф «Мы чистые, идеальные люди», следовательно остальных можно считать «грязными» и «распущенными». Такая позиция ведёт к формированию, так называемых, «семей-крепостей».
- расщепление — культивирование в партнёре качеств отвергаемых в себе;

Пример: Жена, подавляющая в себе агрессию, во время конфликта перекладывает её на мужа. Отсюда возникает миф о «жене-мученице».
Сочетание различных описанных выше защитных механизмов и создаёт все разнообразие мифов. Из каждого же мифа вытекают свои правила.

## Примеры семейных мифов

### Миф «Один за всех и все за одного» или «Мы — дружная семья»
В такой семье не может быть открытых конфликтов, и уж тем более при детях, они маскируются. Сор из избы не выносится никогда. Отношения не выясняются. В дружной семье принято чувствовать только любовь, нежность, умиление, жалость и благодарность. Остальные чувства — обида, гнев, разочарование и т. д. — игнорируются или вытесняются, как неприемлемые. Поскольку брак основан на взаимной договорённости не замечать несоответствий, супруги возмущаются, если им указывают на них.
Проблемы начинаются в тех случаях, когда кто-то из семьи оказывается неспособным игнорировать свои нормальные и неизбежные отрицательные чувства к родственникам. Он начинает чувствовать угрызения совести за то, что не выполняет «правил семейного мифа», начинает считать себя ненормальным, неадекватным и становится, так называемым, «идентифицированным пациентом». Выражается это типичными проблемами: тревожно-депрессивными расстройствами, агрессивным поведением, анорексией.

### Миф «Мы — герои»
Он задаёт определённый стандарт чувствования и миропонимания. Настоящие «герои» существуют только в высоком жанре трагедии, и им подобает испытывать очень сильные чувства: не любовь, а роковая страсть, не печаль, а невыносимое горе. Семья, которая живёт по правилам такого мифа, зачастую хранит рассказы о героических поступках предков: там встречаются старые большевики, партизаны, люди, пережившие голод, подвергавшиеся репрессиям, вырастившие детей в тяжёлых условиях — иначе говоря, люди, преодолевшие серьёзные препятствия и добившиеся результатов. Для членов этой семьи необходимы трудности и их преодоление, они за все должны биться. Переживание такого преодоления — их специальное чувство. В таких семьях часто говорят, что им в жизни никогда ничего не достаётся легко. Они могут годами быть в ссоре, не разговаривать, не прощать и гордится этим как проявлением принципиальности и стойкости. Ребёнка в семье «героев» воспитывают строго, в качестве наказания лишают удовольствий, нередко бьют.

### Миф о «выживальщиках»
Это частный случай героического мифа. Пока жизнь является по-настоящему трудной, навыки выживания не составляют основы мифа, а становятся необходимостью. Когда же эта необходимость исчезает, а люди, не зная, что делать в новых условиях, хотят жить по-старому, возникает миф о «выживальщиках». Главный его признак — это развитие депрессии у кого-нибудь из членов семьи на пике успеха, так как его мечта, как «выживальщика», — «вот бы все потерять и начать сначала». Но из-за страха неудачи, нехватки сил на успешную вторую попытку заставляет его вопреки мечте сохранять бизнес, не рисковать, но самому жить мучительной жизнью героя. Этого он достигает с помощью семьи. Постоянные семейные конфликты, ссоры, придирки добавляют необходимые для существования «выживальщика» трудности и мучения.

### Миф о спасателях
«Что бы мы делали без него» — в семье обязательно должен быть некий человек, который держит всю семью. «Спасатель» может быть в моральной ипостаси, в физической или в той и другой вместе. Но чтобы всем помогать, необходимо, чтобы были те, кого спасать, иначе как «спасатель» почувствует себя «спасателем». Так, моральный «спасатель» нуждается в грешниках, соответственно его семья должна состоять из людей, которые часто делают что-то плохое: пьют, воруют, гуляют, попадают в скверные истории. «Спасатель» выручает, грешники благодарят, обещают исправиться и… снова грешат. Физический «спасатель» выхаживает, лечит, кормит, приносит продукты и т. п. Поэтому его семья состоит из больных, беспомощных, калек. Яркий пример такого мифа — семья алкоголиков.

## Русские мифы
Основные представления как о мире, так и о семье заложены в сознании человека в виде архетипов и отражены национальном фольклоре. В дальнейшем они преобразовываются в семейные мифы. Так, на основе русского фольклора психологами было выделено шесть типов семейных мифов:
- миф «о вечной любви»;
- миф «о волшебной силе любви»;
- миф «абсолютизации семейных ситуаций»;
- миф «о злых силах, атакующих семью»;
- миф «о необходимости жертвы ради семьи»;
- миф «о постоянстве семейного благополучия».